# Morris (klädmärke)
Morris Stockholm är ett svenskt konfektionsföretag som tillverkar kläder för både dam och herr. Morris Stockholm skapades 2003 av grundaren Jan och Eva Alsén. Morris Stockholm har sitt huvudkontor i Borås med 36 anställda (2018).

## Historia
Namnet Morris Stockholm härstammar från en herrekiperingsbutik vid namn Morris som låg i Sagerska husen bredvid NK i Stockholm. Från 1949 fram till 1970-talet, då byggnaden revs, försåg butiken Stockholms modemedvetna män med kläder från designermärken.
Morris Stockholm grundades 2003 av Jan och Eva Alsén och fram till 2018 var företaget ägt av familjen Alsén. Under 2018 såldes delar av företaget till det norska investmentbolaget Holta Invest, som idag är huvudägare av Morris Stockholm.
Morris Stockholms kläder går under stilen “preppy” och har influenser från det klassiska brittiska preppymodet såväl som elegansen från det kontinentaleuropeiska modet. När Morris Stockholm grundades tillverkade företaget endast herrkläder. Som en vidareutveckling av herrkollektionen skapades, 2010, kollektionen Morris Heritage. Kollektionen omfattar de mer exklusiva, skräddade, klädesplaggen för herr, med anknytning till det italienska skrädderiet. 3 år senare, 2013, lanserades även Morris Lady, en kollektion med damkläder. Morris Lady har ett mer klassiskt mode. I dagsläget, 2019, har Morris Stockholm tre kollektioner, Man, Heritage, Lady samt accessoarer.
Morris Stockholm har en egen butik på Humlegårdsgatan i Stockholm och bedriver, sedan 2014, även e-handel för både återförsäljare och slutkonsumenter genom sin hemsida. Morris Stockholm säljer även sina produkter genom cirka 270 återförsäljare i Skandinavien.